# Cratere Stoddart
Stoddart è un cratere sulla superficie di Mercurio. 
Il nome, adottato dall'Unione Astronomica Internazionale il 26 agosto 2024, onora la pittrice neozelandese Margaret Stoddart.